# Вада Ясуси
Вада Ясуси, также Вада Нэй или Вада Эндзо Нэй (яп. 和田 寧, 1787 — 1840) — японский математик периода Эдо, принадлежавший к национальному японскому направлению математической науки — васан. Настоящее имя — Кояма Наоаки. Юность он провел в буддистском храме Дзодзёдзи (яп. 増上寺) в Эдо. Впоследствии, покинув храм, он, по неизвестным причинам, сменил имя на Вада Ясуси и работал под патронатом Императора Цутимикадо придворным изготовителем календарей. Благодаря своей работе он начал изучать математику. Его учителем стал Кусака Сэй, который в свою очередь был учеником Адзимы Наонобу. Вада Ясуси усовершенствовал достижения своего учителя в сфере целочисленного исчисления, используя «энри» (яп. 円理 «принцип цикличности»). Он работал над подсчётом минимальных и максимальных значений (ориентировочно приравнивая первую производную к 0) и предложил гипотезу относительно метода вычисления, который был дан без объяснений Сэки Тадакадзу за 100 лет до этого. Он был также первым японским математиком, изучавшим рулетки.